# Puy-d'Arnac
Puy-d'Arnac è un comune francese di 278 abitanti situato nel dipartimento della Corrèze nella regione della Nuova Aquitania.

## Società

### Evoluzione demografica
Abitanti censiti